# Bienvenida Pérez
Bienvenida Pérez Blanco, también conocida como Bienvenida Buck o Bienvenida Sokolow (Valencia, 15 de febrero de 1957) es una escritora, aristócrata por matrimonio y ocasional colaboradora de programas de televisión. Ostentó el título de Lady Buck tras su primer matrimonio y el de Condesa Sokolow, tras su segundo enlace.

## Biografía

### Infancia y juventud
Bienvenida nació en el Barrio del Carmen, en Valencia, en 1957, el año de la Gran Riada. Hija de un humilde afilador de cuchillos y un ama de casa, sus padres se separaron cuando ella era bien pequeña y su madre emigró a Londres. Como consecuencia, Bienvenida se crio con su abuela paterna, con quien vivió hasta el fallecimiento de esta. Tras una breve estancia en el convento de la Beneficencia de Valencia- viajó hasta Londres para reunirse con su madre en busca de estabilidad familiar. Sin embargo, la relación entre madre e hija no marchó nada bien y Bienvenida, tras finalizar sus estudios de bachillerato español en el Convento Español de Gloucester Road, tuvo que independizarse. Lo hizo en 1975, cuando contaba con dieciocho años y auspiciada por una familia bien posicionada que se encariñó de ella. Trabajó como ayudante de estadística para la Escuela de Higiene y Medicina Tropical de Londres, y para empresas como Halcrow o Mercedes Benz, lugares en donde conoció a la flor y nata del Reino Unido. En este tiempo, se hacía llamar Bernardette y empezaba ya a frecuentar las mejores y más caras boutiques londinenses, financiada por ricos hombres de negocios árabes

### Matrimonio con Sir Anthony Buck
En 1990, durante una fiesta en casa de uno de sus amantes más adinerados, Jamal Izzet, Bienvenida conoció al Secretario de Estado para la Marina y diputado tory Sir Antony Buck, treinta años mayor que ella, con quien se casaría tres semanas más tarde. El matrimonio viajó en Concorde a Barbados, donde pasó la luna de miel. Sin embargo, la felicidad duró poco y pronto comenzaron las peleas, en parte por el  problema de alcoholismo de Sir Antony, en parte por los devaneos de Bienvenida.
El matrimonio se alargó cuatro años. Bienvenida le había pedido insistentemente el divorcio pero él rehusaba concedérselo, instándole a esperar hasta las siguientes elecciones, pretextando sus intereses políticos.
Durante ese tiempo, Lady Buck había empezado a verse en secreto con el jefe del Alto Estado Mayor británico, Sir Peter Harding, quien le enviaba románticas cartas y caros presentes varias veces a la semana. Sir Antony, fue consciente de la relación y aunque amenazó con destapar la historia, nunca actuó. Varios años después, en 1994, Bienvenida, que ya había comenzado una nueva relación sentimental con el que sería su segundo marido, pactó una jugosa exclusiva con el diario News of the World, reactivando aquella relación con Harding y publicándola. Para ello, se citó con Sir Peter en el Hotel Dorchester de Londres, grabó su conversación íntima, se dejó fotografiar a su lado con poses románticas que incluían besos y abrazos. Aquella urdimbre le reportó 175.000 libras esterlinas y unas vacaciones pagadas al lejano Oriente. Harding dimitió, y comenzó una investigación con el fin de aclarar si se había expuesto secretos confidenciales durante la relación. Catapultada a todas las portadas de la prensa internacional, comenzó su periplo televisivo por Europa. En España recaló en el programa La máquina de la verdad de Julián Lago, por el que cobraría cuatro millones de pesetas, y al que le sucederían muchos otros. Ya con el divorcio en mano, y en medio de tamaña vorágine mediática, decidió embarcarse en un nuevo matrimonio, esta vez con el conde ruso Nicholas Sokolow.

### Matrimonio con Nicholas, conde Sokolow
Durante 1995, Bienvenida contrajo matrimonio con el adinerado marchante de arte, Nicholas Sokolow, conde Sokolow, miembro de una importante familia aristocrática rusa. Como todos los de Bienvenida, este matrimonio estaba igualmente destinado a ser efímero. Quedó encinta aunque tuvo que abortar  por problemas de salud provocados por el embarazo. En 1996, Bienvenida publica un libro de memorias bajo el nombre de Countess Bienvenida Sokolow y vuelve a situarse en la picota. Debido al mucho trabajo que se le ofrecía desde las distintas cadenas de tele españolas, se traslada a España, fijando su residencia en la urbanización de Los Granados, en Marbella. Rápidamente integrada en la jet set marbellí, alterna con personajes como Jesús Gil, Gunilla von Bismarck o Espartaco Santoni.
La distancia y el desapego terminaron con el matrimonio. En una entrevista para el tabloide The Daily Mail, Bienvenida reconoce que su matrimonio acabó porque tuvo que volver súbitamente a España. Además en la entrevista indicó que Nicholas Sokolow le había sido infiel con otra mujer. Por otro lado, en otra entrevista, esta vez para The Guardian, Bienvenida reconoce que su segundo matrimonio, al que denomina un affair sadomasoquista, fue un error

### Matrimonio con Eduardo Jimeno
En 1997, Bienvenida era una habitual en programas como Moros y Cristianos, Tómbola o las producciones de José Luis Moreno para Televisión Española, pero estaba harta y extenuada por su vida en Marbella, y había decidido volverse para Inglaterra, sin embargo, durante una fiesta conoció al acaudalado abogado Eduardo Jimeno, con quien se casaría en 1999. La pareja vivía a caballo entre Londres, Suiza y Marbella. En 2000, Bienvenida volvió a mudarse a Londres y montó una empresa de «coaching» mientras que su marido se quedó en España, supuestamente al borde de la ruina. En el año 2006, Bienvenida vuelve a saltar a la actualidad española, esta vez como concursante del reality show Esta cocina es un infierno, emitido por Telecinco en el que quedó cuarta finalista. Al salir del programa, Bienvenida se reencontró con su madre en un plató de televisión y volvieron a salir a la luz las historias de supuestos abusos en su infancia. Además, mantuvo diversos enfrentamientos con la actriz Bárbara Rey, ganadora del reality. En el año 2007, Bienvenida aprovechó el tirón de su nueva popularidad para publicar un segundo libro, Hazte Valer, esta vez un híbrido de ensayo y libro de autoayuda (ver Obras publicadas).
A pesar de vivir separados, Bienvenida y su tercer marido no tomaron nunca la decisión de divorciarse. En enero de 2008, Eduardo Jimeno falleció en España y Bienvenida, viuda, regresó a los platós de televisión españoles para narrar la noticia. Meses más tarde, volvería de nuevo para relatar que se había reecontrado con una hermana perdida cuya existencia desconocía. Su último trabajo, hasta el momento, para la televisión  fue su colaboración en el programa Sálvame de Telecinco, donde hacía las veces de «teacher».

### Presente
En la actualidad (2010), Bienvenida reside en la ciudad de Liverpool, mantiene según sus recientes declaraciones una relación amorosa con un joven de 28 años, y se dedica ocasionalmente a trabajar en el sector inmobiliario como freelance. El año 2012 se presentó a la alcaldía de Liverpool.

## Obras publicadas
Bienvenida ha aprovechado el tirón de su azarosa vida para escribir diversas obras en las que entremezcla la autobiografía, la autoayuda y el ensayo:
- Bienvenida: The Making of a Modern Mistress (Londres, editado por Smith Gryphon y Blake Publising y serializada por The Daily Mail, 1996). 240 páginas, ISBN 978-1-85685-112-1.
- Hazte Valer (Barcelona, Ediciones B, 2007). 240 páginas, ISBN 978-84-666-3386-4.
- Power Play -Edición inglesa de Hazte Valer- (Londres, editado por Bienvenida Pérez, 2008). 250 páginas, ISBN 978-0-9558256-0-6.

## Apariciones televisivas en España (parcial)
- Viva la vida (2018), Telecinco
- Sálvame (2013, 2021), Telecinco
- Resistiré, ¿vale? (2010),  Telecinco
- Sálvame Deluxe (2010, 2018), Telecinco
- Buenafuente (2008),  La Sexta
- El Club (2008), TV3
- Si yo fuera tú (2007), Antena 3
- En antena (2006),  Antena 3
- ¿Dónde estás, corazón? (2006, 2007, 2008), Antena 3
- A tú lado (2006, 2007), Telecinco
- Salsa Rosa (2006), Telecinco
- Esta cocina es un infierno (2006),  Telecinco
- Crónicas Marcianas, Telecinco
- ¡Mira quién viene esta noche! (7 de junio de 1997), Antena 3
- Risas y estrellas (1997), TVE-1
- Tómbola (1997, 1998, 1999, 2000, 2001, 2004), Canal Nou, Telemadrid, Canal Sur
- Força Barça (21 de febrero de 1997), TV3
- Moros y cristianos (programa de televisión) (15 de febrero de 1997, 31 de mayo de 1997),  Telecinco
- Sense títol 2 (6 de febrero de 1997), TV3
- El espejo público (1996), Antena 3
- Esta noche cruzamos el Mississippi (11 de noviembre de 1995), Telecinco
- ¿Qué pasó con...? (1995), Telemadrid, Canal Sur
- Reportajes en Corazón, corazón (21 de octubre de 1995, 13 de abril de 1996), TVE-1
- Dret a parlar (10 de junio de 1995),  TVE-2 (Cataluña)
- Reportaje de Programa de investigación (16 de noviembre de 1994), Antena 3 Televisión
- A la fresca (26 de agosto de 1994), Canal 9
- Dora Dora (13 de mayo de 1994), TVE-1
- Carta Blanca (1994), Canal 9
- Dret a parlar (29 de abril de 1994),  TV3
- ¡Hola Raffaella! (30 de marzo, 6 y 7 de abril de 1994), TVE-1
- La máquina de la verdad (24 de marzo de 1994), Telecinco